# Georg Kunisch
Georg Kunisch (ur. 21 kwietnia 1893 we Wrocławiu, zm. w 1936 tamże) – niemiecki pływak, uczestnik Letnich Igrzysk 1912 w Sztokholmie.
Na igrzyskach w 1912 roku startował w wyścigu na 100 metrów stylem dowolnym, gdzie odpadł w eliminacjach. Zajął 4. miejsce z drużyną w sztafecie 4 × 200 m stylem dowolnym.
W 1919 był mistrzem Niemiec na dystansie 1500 metrów stylem dowolnym.